# Amerikai póc
Az amerikai póc (Umbra limi) a csontos halak (Osteichthyes) főosztályának a sugarasúszójú halak (Actinopterygii) osztályába, ezen belül a csukaalakúak (Esociformes) rendjébe, a pócfélék (Umbridae) családjába tartozó faj.

## Előfordulása
Az amerikai póc élőhelye Kanada az Amerikai Egyesült Államok északi része, Ohiótól délre, valamint Québec és Minnesota vizei.

## Megjelenése
Karcsúbb termetű és hasonlít legközelebbi rokonára az amerikai kutyahalra de hát- és alsóúszójában egy-egy sugárral több van. A hal teste erősen nyújtott, oldalról csak nagyon kevéssé lapított, hátúszója egészen hátul helyezkedik el.

## Életmódja
Tápláléka gerinctelenek kandicsrákok, vízibolhák, rovarok és lárvák.